# Carl Gotthilf Büttner

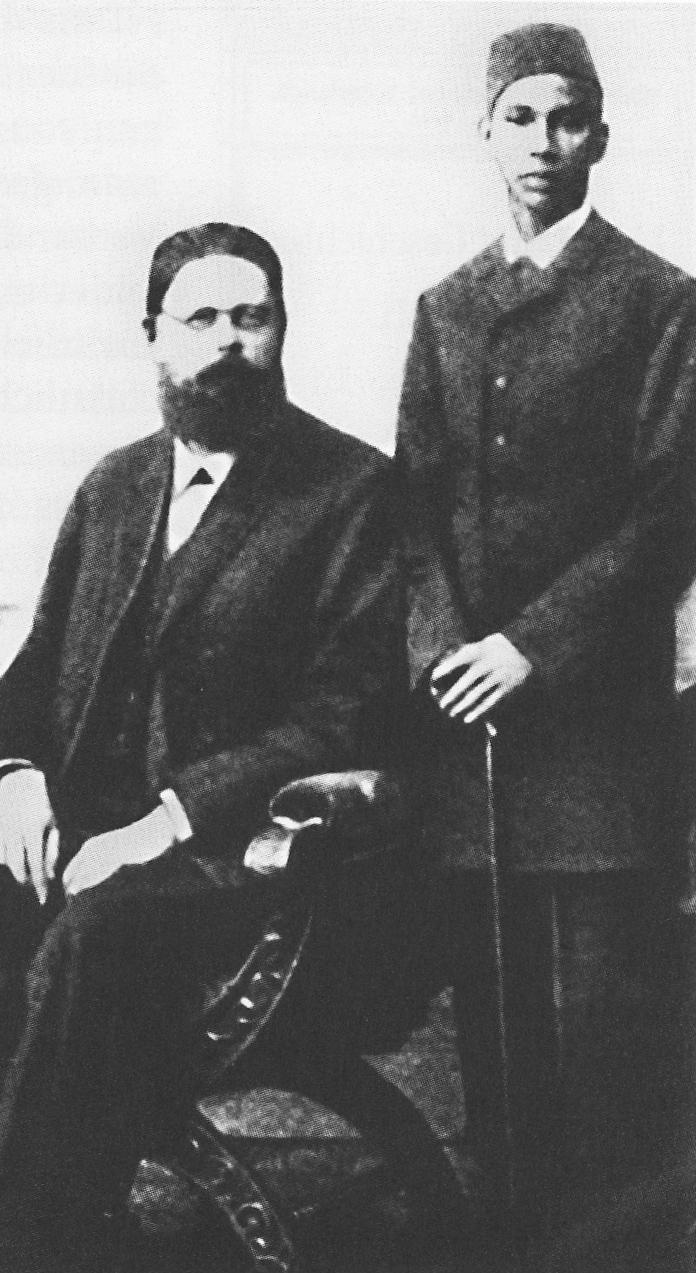
Carl G. Büttner und der Swahili-Lektor Suleiman (1890/91)

Carl Gotthilf Büttner

Carl Gotthilf Büttner (* 24. Dezember 1848 in Königsberg i. Pr.; † 14. Dezember 1893 in Berlin) war ein evangelischer Pastor, Missionar und Sprachwissenschaftler.

## Leben
Carl Gotthilf Büttner studierte Theologie an der Universität Königsberg und ging dann zur Rheinischen Missionsgesellschaft in Barmen, um dort zum Missionar ausgebildet zu werden. Von 1873 bis 1880 war er Missionar im Nama- und Damaraland in der späteren deutschen Kolonie Deutsch-Südwestafrika. Doch Büttners Interessen und Begabungen lagen eher in der Sprachwissenschaft.
Er übersetzte das Neue Testament in die Herero-Sprache und veröffentlichte Schriften zur Sprachstruktur der Herero. 1880 kehrte er nach Deutschland zurück, wo er eine Pfarrstelle in der ostpreußischen Kleinstadt Wormditt (polnisch Orneta) übernahm.
Büttner war mit Eliza Börngen verheiratet, einer Cousine des Altenburger Fabrikanten Hugo Köhler, der ein Neffe des Ornithologen und Herpetologen Hermann Schlegel war.
Eliza Börngen übersetzte gemeinsam mit Hugo Köhler und dem Afrikaforscher Otto Kersten das Buch Hermann Schlegel – Lebensbild eines Naturforschers  (Autor: Hermann Schlegels Sohn Gustaaf Schlegel,  Hrsg.: Hugo Köhler) aus dem Holländischen ins Deutsche.
Aufgrund seiner speziellen Landes- und Sprachkenntnisse wurde er 1885 von der deutschen Reichsregierung als Reichsbevollmächtigter mit offiziellem Auftrag nach Südwestafrika gesandt, um gemeinsam mit Reichskommissar Heinrich Göring, dem Vater des späteren nationalsozialistischen Reichsmarschalls Hermann Göring, im Auftrag des deutschen Kaisers Wilhelm II. mit der einheimischen Bevölkerung im Inland nördlich von Angra Pequena (später: Lüderitzbucht) Freundschafts- und Schutzverträge abzuschließen. Diese Reise begann am 23. April 1885 ab Southampton (England) mit Ankunft am 22. September 1885 in Okahandja. Sie führte ihn ins Land der Nama, der Baster und der Herero. Seine Rückkehr begann am 11. November desselben Jahres in Walfischbucht mit der Fahrt nach Kapstadt, von dort ging es am 9. Dezember ab und endete am 31. Dezember 1885 in Köln.
Noch am Tag seiner Ankunft wurde Büttner vom Reichskanzler Otto von Bismarck persönlich empfangen und am 9. Januar 1886 von seiner Gemeinde in Wormditt willkommen geheißen. Für seine Verdienste wurde ihm am 18. Februar 1886 der Rote Adlerorden 4. Klasse verliehen.
Büttner übernahm nach seiner Rückkehr das Amt des Missionsinspektors der 1886 gegründeten Deutsch-Ostafrikanischen Missionsgesellschaft. Doch nach heftiger Kritik an deren Verknüpfung von Mission und Kolonialismus wurde er im Jahr 1889 aus seinem Amt entlassen.
Zuletzt arbeitete Büttner als Lehrer für Swahili (auch: Suaheli) am Berliner Seminar für Orientalische Sprachen und veröffentlichte mehrere Schriften zur Swahili-Sprache. Für seine wissenschaftlichen Arbeiten verlieh ihm die Universität Königsberg im Jahr 1888 die Ehrendoktorwürde. Zwei Jahre nach seinem Tod (1895) trat sein ehemaliger Schüler Gustav Neuhaus die Nachfolge als Lehrer für Swahili am Seminar an.

## Ehrungen und Auszeichnungen
- Roter Adlerorden 4. Klasse (1886)
- Ehrendoktor der Universität Königsberg (1888)

## Werke
- Suaheli-Schriftstücke in arabischer Schrift. Mit lateinischer Schrift umschrieben, übersetzt und erklärt von Dr. C. G. Büttner, Stuttgart/Berlin: Spemann 1892 (Lehrbücher des Seminars für Orientalische Sprachen zu Berlin, Bd. 10; Digitalisat)
- Anthologie aus der Suaheli-Litteratur (Gedichte und Geschichten der Suaheli) gesammelt und übersetzt von Dr. C. G. Büttner, Lehrer am Seminar für orientalische Sprachen in Berlin. Erster Theil. Texte. / Zweiter Theil. Übersetzung.  Berlin: Emil Felber 1894